# Katie Smith
Katherine May Smith, detta Katie (Lancaster, 4 giugno 1974), è un'ex cestista e allenatrice di pallacanestro statunitense, professionista nella ABL e nella WNBA.
Dal 2018 è fra i membri del Naismith Memorial Basketball Hall of Fame.

## Carriera
Con gli Stati Uniti ha disputato tre edizioni dei Giochi olimpici (Sydney 2000, Atene 2004, Pechino 2008), tre dei Campionati mondiali (1998, 2002, 2006) e due dei Campionati americani (1997, 2007).

## Palmarès
- 2 volte campionessa ABL (1997, 1998)
- All-ABL First Team (1998)
- Campionato WNBA: 2

Detroit Shock: 2006, 2008
- WNBA Finals Most Valuable Player:

2008
- 2 volte All-WNBA First Team (2001, 2003)
- 2 volte All-WNBA Second Team (2000, 2002)
- WNBA All-Defensive Second Team (2008)
- Migliore marcatrice WNBA (2001)